# Cesonia ditta
Cesonia ditta är en spindelart som beskrevs av Norman I. Platnick och Mohammad U. Shadab 1980. Cesonia ditta ingår i släktet Cesonia och familjen plattbuksspindlar.
Artens utbredningsområde är Dominica. Inga underarter finns listade i Catalogue of Life.